# 1600 na ciência
O ano de 1600 na ciência e tecnologia incluiu alguns eventos significativos, listados abaixo.

## Astronomia
- 1 de janeiro - Escócia adopta o primeiro de janeiro como Dia de Ano-Novo.
- 17 de fevereiro - Giordano Bruno é queimado por heresia em Roma.[1]
- Julho - O astrónomo dinamarquês Christen Sørensen Longomontanus chega a Praga, onde trabalha na teoria orbital da Lua; leva com ele o resto dos instrumentos astronómicos de Tycho Brahe.[1]

## Exploração
- 31 de dezembro - É fundada a Companhia Britânica das Índias Orientais.
- Tadoussac, a primeira feitoria de França em Nova França (agora Canadá), é estabelecida.[2]

## Geologia
- William Gilbert publica De Magnete que descreve o campo magnético da Terra, iniciando a era moderna do geomagnetismo.[1]

## Matemática
- Ludolph van Ceulen calcula as primeiras 35 casas décimas de (π).

## Física
- William Gilbert cunha o termo electricidade.

## Tecnologia
- Simon Stevin inventa a carruagem movida a vela.

## Nascimentos
| Data     | Nome        | Profissão  | Nacionalidade    | Observações | Ref |
| -------- | ----------- | ---------- | ---------------- | ----------- | --- |
| Novembro | John Ogilby | cartógrafo | Reino da Escócia | m. 1676     |     |